# Robert Batkowski
Robert Batkowski (* 16. Mai 1978 in Innsbruck) ist ein österreichischer Naturbahnrodler und seit 1998 Mitglied der Österreichischen Naturbahnrodel-Nationalmannschaft. Seine bisher größten Erfolge sind zwei Weltmeistertitel 2003 im Einsitzer und 2005 im Mannschaftswettbewerb, ein Europameistertitel 2008 im Einsitzer und der Gewinn des Gesamtweltcups in der Saison 2002/2003. Seine jüngeren Geschwister Florian und Melanie sind ebenfalls Naturbahnrodler.

## Karriere
Batkowski nahm im Winter 1984 an seinen ersten Rennen teil. Nach mehreren Erfolgen im Nachwuchsbereich auf nationaler Ebene qualifizierte er sich 1996 für die österreichische Juniorennationalmannschaft und erreichte im selben Jahr seinen ersten großen internationalen Erfolg, als er bei der Junioreneuropameisterschaft 1996 in Szczyrk die Goldmedaille gewann. Von 1996 bis 1998 wurde er dreimal in Folge Österreichischer Juniorenmeister im Einsitzer.
Seit dem Winter 1998/1999 startet Batkowski im Weltcup. Bereits in seinem ersten Rennen im Dezember 1998 in Sölden erreichte er den dritten Platz und kam mit weiteren drei Top-5-Platzierungen auf den fünften Rang im Einsitzer-Gesamtweltcup. Im selben Winter startete er in Szczyrk erstmals bei einer Europameisterschaft und erreichte dabei den zweiten Platz. Im Juni 1999 schloss er seine schulische Ausbildung an der HTL in Fulpmes ab. In den Weltcupsaisonen 1999/2000, 2000/2001 und 2001/2002 erreichte Batkowski mit jeweils zwei Podestplätzen immer den vierten Rang im Einsitzer-Gesamtweltcup, wobei er in der Saison 2001/2002 in Umhausen sein erstes Weltcuprennen gewinnen konnte. Bei den Weltmeisterschaften 2000 und 2001 blieb er mit einem fünften und einem 13. Platz ohne Medaille, aber bei der Europameisterschaft 2002 in Frantschach-Sankt Gertraud erreichte er wieder den zweiten Platz im Einsitzer.
Die Saison 2002/2003 war Batkowskis bisher erfolgreichste: Er feierte wiederum in Umhausen seinen zweiten Weltcupsieg, kam in insgesamt fünf der sechs Saisonrennen auf das Podest und gewann damit vor seinen Teamkollegen Gerhard Pilz und Gerald Kallan den Einsitzer-Gesamtweltcup. Den zweiten großen Erfolg dieses Winters erzielte er bei der Weltmeisterschaft 2003 in Železniki, als er ebenfalls vor Pilz und Kallan Weltmeister im Einsitzer wurde. Zudem wurde er 2003 zum ersten Mal Österreichischer Staatsmeister im Einsitzer. In den nächsten Jahren konnte Batkowski diese Leistungen zumeist nicht wiederholen. In der Weltcupsaison 2003/2004 fuhr er nur einmal unter die besten drei und fiel auf Rang sechs im Gesamtklassement zurück. In den nächsten drei Saisonen blieb er überhaupt ohne Podestplatzierung und belegte im Einsitzer-Gesamtweltcup Platzierungen um Rang zehn. Bei den Europameisterschaften 2004 in Hüttau und 2006 in Umhausen belegte er jeweils den zwölften Platz im Einsitzer. Den größten Erfolg in diesen Jahren erzielte er bei der Weltmeisterschaft 2005 in Latsch, wo er zwar als Sechster im Einsitzer auch ohne Medaille blieb, aber gemeinsam mit seiner Schwester Melanie und dem Doppelsitzerpaar Reinhard Beer und Herbert Kögl Weltmeister im Mannschaftswettbewerb wurde. Bei der Weltmeisterschaft 2007 in Grande Prairie wurde er 14. im Einsitzer.
In der Weltcupsaison 2007/2008 erreichte Batkowski erstmals seit vier Jahren wieder zwei Podestplätze (3. Rang in Latsch und Železniki) und damit den fünften Platz im Gesamtweltcup. Höhepunkt des Winters war die Europameisterschaft 2008 in Olang, bei der er sich gegen die favorisierten Italiener Anton Blasbichler und Patrick Pigneter durchsetzen konnte und fünf Jahre nach seinem Weltmeistertitel auch Europameister im Einsitzer wurde. In der Weltcupsaison 2008/2009 erzielte Batkowski einen dritten Platz in Umhausen und weitere vier Top-10-Ergebnisse, womit er den siebenten Platz im Gesamtklassement belegte. Im Jänner 2009 wurde er zum zweiten Mal Österreichischer Staatsmeister im Einsitzer, nachdem er in den Jahren 2006, 2007 und 2008 jeweils hinter Gernot Schwab Vizemeister geworden war. Bei der Weltmeisterschaft 2009 in Moos in Passeier belegte er Platz 14 und bei der Europameisterschaft 2010 in St. Sebastian Rang acht im Einsitzer. In der Weltcupsaison 2009/2010 waren drei achte Plätze seine besten Ergebnisse, womit er Zehnter im Gesamtweltcup wurde.
Zu Beginn der Saison 2010/2011 erreichte Batkowski zwei zweite Plätze in Nowouralsk sowie einen dritten Platz in Gsies. Obgleich er in der zweiten Saisonhälfte nicht mehr auf das Podest kam, erreichte er dadurch den zweiten Platz im Gesamtweltcup und somit seine beste Gesamtplatzierung seit dem Gesamtsieg vor acht Jahren. Bei der Weltmeisterschaft 2011 in Umhausen gewann er vier Hundertstelsekunden hinter seinem Landsmann Gerald Kammerlander die Silbermedaille im Einsitzer. In der Saison 2011/2012 erreichte Batkowski in keinem Weltcuprennen einen Podestplatz. Sein bestes Resultat war ein fünfter Platz beim Finale in Umhausen, im Gesamtweltcup wurde er Sechster. Bei der Europameisterschaft 2012 in Nowouralsk belegte er als drittbester Österreicher den siebten Platz im Einsitzer.

## Erfolge

### Weltmeisterschaften
- Olang 2000: 5. Einsitzer
- Stein an der Enns 2001: 13. Einsitzer
- Železniki 2003: 1. Einsitzer
- Latsch 2005: 6. Einsitzer, 1. Mannschaft
- Grande Prairie 2007: 14. Einsitzer
- Moos in Passeier 2009: 13. Einsitzer
- Umhausen 2011: 2. Einsitzer

### Europameisterschaften
- Szczyrk 1999: 2. Einsitzer
- Frantschach 2002: 2. Einsitzer
- Hüttau 2004: 12. Einsitzer
- Umhausen 2006: 12. Einsitzer
- Olang 2008: 1. Einsitzer
- St. Sebastian 2010: 8. Einsitzer
- Nowouralsk 2012: 7. Einsitzer

### Junioreneuropameisterschaften
- Saint-Marcel/Fénis 1995: 13. Einsitzer
- Szczyrk 1996: 1. Einsitzer
- Feld am See 1998: 4. Einsitzer

### Juniorenweltmeisterschaften
- Aosta 1997: 8. Einsitzer

### Weltcup
- Gesamtweltcupsieger im Einsitzer in der Saison 2002/2003
- 2. Platz im Einsitzer-Gesamtweltcup in der Saison 2010/2011

- 19 Podestplätze, davon 2 Siege:

| Datum           | Ort      | Land       | Disziplin |
| --------------- | -------- | ---------- | --------- |
| 13. Jänner 2002 | Umhausen | Österreich | Einsitzer |
| 12. Jänner 2003 | Umhausen | Österreich | Einsitzer |

### Österreichische Meisterschaften
- Österreichischer Staatsmeister im Einsitzer 2003 und 2009

## Auszeichnungen (Auszug)
- 2003: Goldenes Ehrenzeichen für Verdienste um die Republik Österreich